# Paris japonica
Paris japonica é uma espécie de flor que, de acordo com pesquisadores do Jardim Botânico Kew, na cidade de Londres, possuiria a maior sequência de genoma já encontrada, com 50 vezes mais ADN do que os humanos e superando o recorde do peixe pulmonado africano Protopterus aethiopicus.